# Braj Kumar Nehru
Braj Kumar Nehru (septiembre de 1909-octubre de 2001) era un político indio. Hijo de Brajlal y Rameshwari Nehru, un familiar del primer ministro indio Sri Pandit Jawaharlal Nehru.
Se incorporó a la administración pública India en 1934, y pasó a ser Gobernador de siete estados de la India, entre ellos, Assam (1968-1973), Manipur (1973-1975), Jammu y Cachemira (1981-1984), Gujarat  (1984-1986). Durante su administración como jefe de Estado cachemiro, se produjeron varios conflictos armados con el ejército pakistaní, que comenzaba sus reivindicaciones sobre suelo de Jammu.
Posterior a su labor como representante del gobierno indio en diferentes estados hindúes, se desempeñó como diplomático, embajador en varios países, y en 1951 incluso se le ofreció el cargo de Secretario General de Naciones Unidas, al que se negó. Frustrado por la corrupción hindú, se retiró de la política y escribió el libro “Nice Guys Finish Second”. En 1999 fue galardonado con el premio Padma Vibhushan. 
| Predecesor: Lakshimi Kant Jha | Gobernador General de Jammu y Cachemira 1981-1984 | Sucesor: Jahmohan |

- Datos: Q743568
- Multimedia: Braj Kumar Nehru / Q743568